# Faurecia
Faurecia SE er en fransk producent af bildele med hovedkvarter i Nanterre, Paris. Faurecia har 122.000 ansatte, 300 fabrikker, 35 forskning- og udviklingscentre og tilstedeværelse i 37 lande, herundre i Japan med Faurecia Clarion Electronics.